# Карасёв, Борис Борисович
Бори́с Бори́сович Карасёв (род. 14 ноября 1973, Минск, СССР) — белорусский футболист, полузащитник, защитник.

## Карьера
Воспитанник ДЮСШ минского «Торпедо». В 1991 году провёл один матч за дубль минского «Динамо». В 1992—1993 годах выступал за АФВиС-РШВСМ. Пять следующих сезонов провёл в Высшей лиге, выступая за минское «Торпедо». В 1996 сыграл 3 матча в чемпионате Польши за забженский «Гурник». В 1998 году защищал цвета «Зари» из Ленинск-Кузнецкого и «Кузбасса». В 1999 году перешёл в «Соколом». По окончании сезона отправился на просмотр в ЦСКА, после чего пополнил ряды «Рубина». В 2002 году перешёл в «Сморгонь». В 2004 году подписал контракт с минским «Локомотивом». Завершил карьеру в клубе Премьер-лиги Азербайджана «МКТ-Араз» в 2005 году.

## Достижения
- Бронзовый призёр Первой лиги Беларуси: 2003
- Бронзовый призёр Первого дивизиона России (2): 1999, 2000